# Gopher Mambo
Gopher Mambo (gelegentlich auch kurz nur Gopher) ist ein Lied von Yma Sumac, das 1954 von Capitol Records veröffentlicht wurde.

## Entstehung und Veröffentlichung

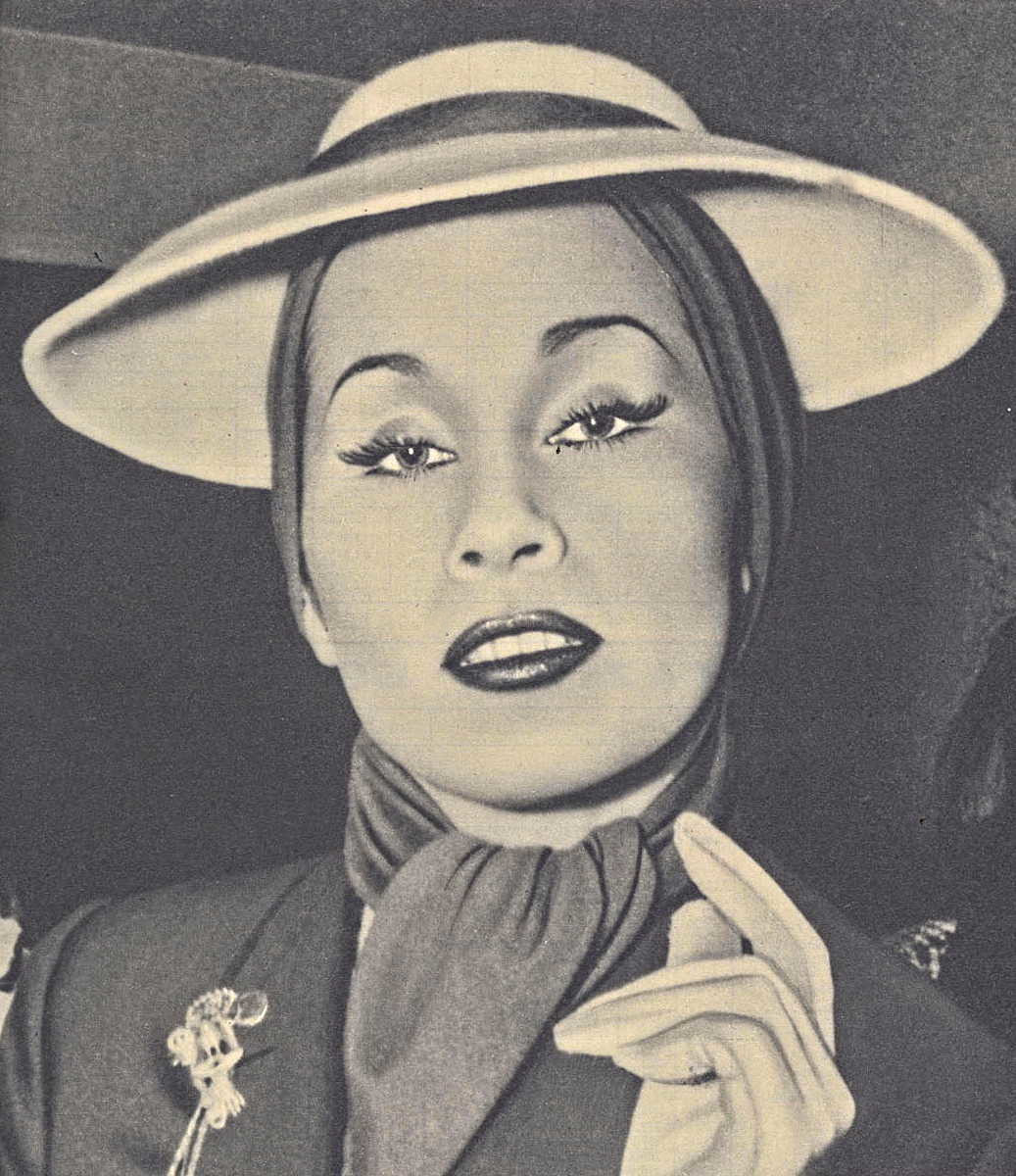
Yma Sumac

Gopher Mambo wurde von Moisés Vivanco geschrieben und von seiner Ehefrau Yma Sumac gesungen und erschien auf dem 1954 von Capitol Records veröffentlichten Album „Mambo!“

## Verwendung
Gopher Mambo wurde in zahlreichen Filmen verwendet, so in Happy, Texas von Mark Illsley, Soft Fruit von Christina Andreef, Ein ganz gewöhnlicher Dieb von Thaddeus O’Sullivan, Geständnisse – Confessions of a Dangerous Mind von George Clooney, Ein ungleiches Paar von Andrew Fleming oder Aprile von Nanni Moretti.